# Krokholmshället
Krokholmshället är en ö i Finland. Den ligger i Finska viken och i kommunen Sibbo i den ekonomiska regionen  Helsingfors i landskapet Nyland, i den södra delen av landet. Ön ligger omkring 15 kilometer öster om Helsingfors.
Öns area är 0,3 hektar och dess största längd är 100 meter i nord-sydlig riktning.